# The Bros
The Bros es una película de comedia y drama surcoreana dirigida por Chang You-jeong. Protagonizada por Ma Dong-seok, Lee Dong-hwi y Lee Ha Nui.

## Sinopsis
Dos hermanos, Seok-bong y Joo-bong, se reúnen en el funeral de su padre, el reencuentro familiar largamente esperado tiene lugar en su ciudad natal, Andong. Aun así, Seok-bong sólo desea las reliquias con las que podría ganar algo de dinero para pagar sus deudas, mientras que Joo-bong solo quiere ganar el contrato del proyecto de construcción de la carretera en Andong para su compañía. Al llegar al pueblo los hermanos golpean con su auto a una misteriosa mujer llamada Oh Ro-ra quién al parecer sufre pérdida de memoria después del accidente. Cuando el tiempo pasa, los hermanos encuentran secretos de su familia a través de esta mujer a la cual nunca habían visto antes y que ahora parece llegar en los momentos más determinantes.

## Reparto

### Principal
- Ma Dong-seok como Lee Seok-bong.
  - Kwon Min-joon como Seok-bong joven.
- Lee Dong-hwi como Lee Joo-bong.
  - Kwon Min-jae como Joo-bong joven.
- Lee Ha-nee como Oh Ro-ra.

### Secundarios
- Song Young-chang como Dang Sook.
- Jo Woo-jin como Lee Mi-bong.
- Song Sang-eun como la esposa de Lee Mi-bong.
- Lee Bong-ryun como la esposa del primo.
- Lee Ji-ha como la madre de Dang Sook.

### Cameo
- Ji Chang-wook como Young Choon-bae.
- Oh Man-seok como Representante Oh.
- Kim Kang-hyun como Han-ji.
- Seo Hyun-chul como el nieto mayor.[4]
- Choi Ji-ho como policía.
- Jeon Moo-song como Choon-bae.
- Sung Byoung-sook como Soon-rye.
- Seo Ye-ji Como Sa-ra.

## Producción
El rodaje empezó el 6 de  enero de 2017, y culminó el 5 de marzo de 2017.

## Liberación y recepción
La película estrenó en cines locales el 2 de noviembre de 2017.
Durante el fin de semana de apertura vendió 605,690 entradas, finalizando detrás de Thor: Ragnarok, la cual fue liberada al mismo tiempo en cines coreanos. Para su noveno día de estreno superó el millón  de espectadores.